# 中国驻巴塞罗那总领事馆
中华人民共和国驻巴塞罗那总领事馆（西班牙語：Consulado General de la República Popular China en Barcelona），简称中国驻巴塞罗那总领事馆，是中华人民共和国派驻西班牙加泰罗尼亚自治区巴塞罗那的最高级别外交机构。领区为加泰罗尼亚自治区，包括巴塞罗那省、莱里达省、赫罗纳省和塔拉戈纳省。